# Кондратенко Марія Ігорівна
Марія Ігорівна Кондратенко (нар. 5 грудня 1999, Шостка, Сумська область) — українська співачка, акторка та блогерка. Стала відомою завдяки своїй ролі школярки Соні у телесеріалі «Школа» (2018—2019).  Фіналістка десятого сезону талант-шоу «Голос країни» та національного відбору на пісенний конкурс «Євробачення-2025».
Зараз працює з українським лейблом geisha ninja samurai[джерело?].

## Життєпис

### Ранні роки
Марія Кондратенко народилася 5 грудня 1999 року у місті Шостка, Сумської області, незабаром родина переїхала до Харкова.
З дитинства проявляла тягу до музики, батьки всіляко сприяли її творчому розвитку. Неодноразово брала участь в пісенних конкурсах та фестивалях. Мати Світлана завжди їздила з Марією на різні заходи. Вони відвідували багато конкурсів, де в більшості випадків займали призові місця. 
Першу серйозну нагороду Кондратенко здобула на конкурсі «Міні міс принцеса 2007», який проходив в Харкові у 2006 році. Там вона виконала пісню «Паризьке танго». Також відвідувала заняття в балетній школі, брала участь в спектаклях та займалася танцями.
З дитинства вивчала французьку мову і вперше з'явилася на телебаченні із піснею «Non, je ne regrette rien»  у 2012 році, коли брала участь у талант-шоу «Голос. Діти» на телеканалі «1+1».  Вона вибрала команду Олега Скрипки.

### 2013—2017: початок музичної кар'єри
15 квітня 2013 року Кондратенко взяла участь у Міжнародному телевізійному конкурсі вокалістів «Voice-Master» в Києві, де здобула перемогу. Як приз вона отримала запис пісні «Подари мне» та знімання кліпу.

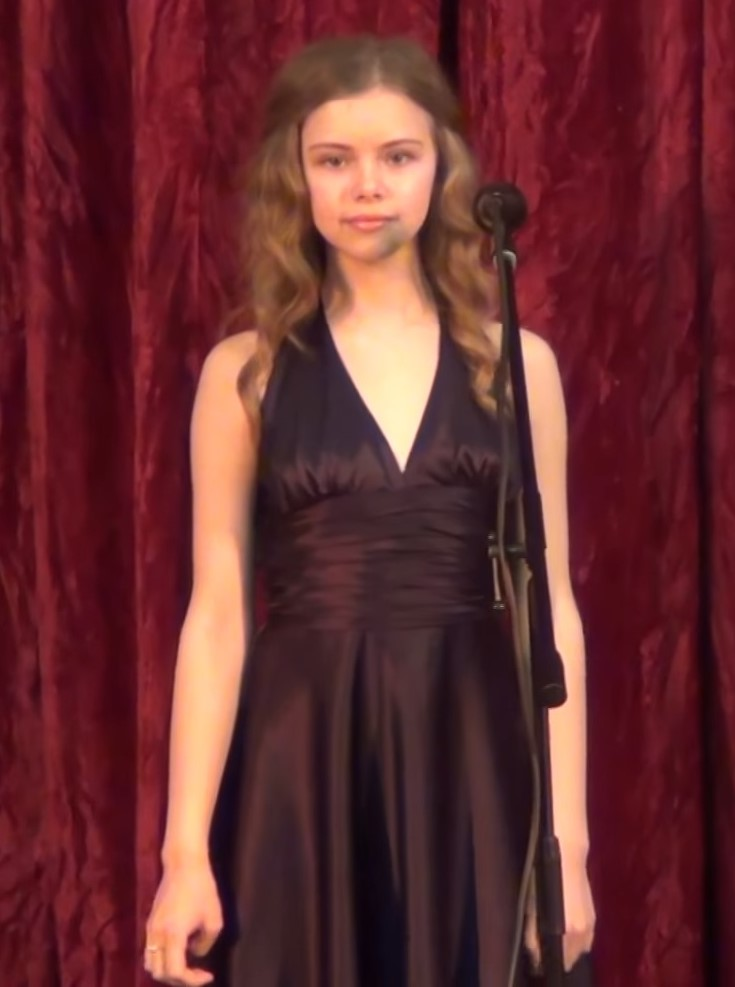
На виступі у ДМШ ім. В. Сокальського у квітні 2014 року

У 2014 році Кондратенко пройшла у фінал конкурсу радіо «Європа плюс» та стала переможницею конкурсу «Школа року» на «Radio ROKS».
У 2015 році Кондратенко розпочала співпрацю з продюсером Юрієм Фальосою і його центром «Falyosa Family Factory». Тоді ж вона взяла сценічний псевдонім «Magic» і почала записувати перші сингли.
4 лютого 2016 року у каналі Velvet Music відбулася презентація пісні Magic — «Скорая помощь».
21 грудня 2017 року на каналі ELLO відбулася прем'єра кліпу Magic на пісню «Скорая помощь», перекладену французькою під назвою «Ambulance».

### 2018—2020: «Школа» та «Голос країни»
У 2018 Кондратенко дебютувала як акторка у телесеріалі «Школа» на телеканалі «1+1», де зіграла школярку Соню.
21 серпня 2019 року Кондратенко випустила пісню «Мало», вже під псевдонімом Marichka. За кілька днів вона представила кліп до пісні, режисерками якого виступили Єлизавета Василенко та Тетяна Синица. У листопаді того ж року відбулася прем'єра другого сезону вебсеріалу «Київська Зірка», в якому Кондратенко виконала головну роль та свою авторську пісню «Полетаем».[джерело?]
На початку 2020 року Кондратенко брала участь у десятому сезоні талант-шоу «Голос країни». На сліпих прослуховуваннях вона виконала пісню Біллі Айліш «All the Good Girls Go to Hell». До неї повернулися Потап та Настя Каменських, тож вона потрапила до їх команди. У вокальному двобої вона виконала пісню MONATIK «Сильно» разом з Єрланом Баібазаровим, якому програла, але її підтримав Дмитро Монатік. В нокаутах виконала пісню «Someone You Loved» Льюїса Капалді і за результатами нокаутів не зайняла жодного місця на стільцях, але її підтримала Тіна Кароль. Таким чином, Кондратенко стала чвертьфіналісткою у її команді. Але 19 квітня на екрани вийшов спецвипуск, в якому показали невидані знімання, де її підтримав Дан Балан. У фіналі, 26 квітня, Кондратенко виконала народну пісню «Ой у гаю при Дунаю». Але за результатами голосування до фіналу не пройшла — її обійшли Назар Яцишин, Індіра Єдільбаєва та Анастасія Балог.[джерело?]
22 травня Марія Кондратенко під псевдонімом Маша Краш випустила відео та сингл «Полетаем» під лейблом «Enjoy!». 

### 2021—дотепер: «Ванька-встанька» та нацвідбір на «Євробачення»
Наприкінці 2021 року розірвала контракт із лейблом «Enjoy!» та почала розвивати самостійну музичну кар'єру. У травні 2022 року випустила перший сольний ліричний трек «Чекаю на тебе», присвятивши його чоловіку сестри, який став на захист України.
Всеукраїнську популярність Маші Кондратенко приніс трек «Ванька-встанька», кліп на який за останній рік зібрав 30 млн переглядів на Youtube і став хітом на українських радіо.
На початку травня 2023 року випустила ще одну ліричну роботу «Стабільно-паршиво», яку зрежисувала відома українська дизайнерка та блогерка Maria Oz.
В серпні 2023 року почала працювати над фітом з українським виконавцем Enleo, який присвятив цей трек своєму загиблому під Маріуполем другу[джерело?].
У грудні 2024 року стало відомо що Кондратенко потрапила у фінал національного відбору на пісенний конкурс «Євробачення-2025». 23 січня 2025 року була представлена пісня «No time to cry», з якою 8 лютого вона виступила у фіналі нацвідбору, де вона зайняла 3-те місце.

## Благодійна діяльність
Окрім досвіду благодійних концертів, виконувала гімн України перед початком футбольного матчу Україна-Швеція[джерело?].
У квітні 2023 Кондратенко співала перед баскетбольним матчем в Ризі у підтримку української баскетбольної команди «Прометей».[джерело?]

## Дискографія

### Альбом
| Назва                 | Деталі                                                                                                | Треки |
| --------------------- | --- | --- |
| Знайшла свій щоденник | - Дата: 8 листопада 2024 року - Поширення: Geisha Ninja Samurai - Формат: Digital download, streaming | - Intro - Вивчи мене - Під вікнами - Псевдо - Жінки з сумними очима (skit) - Мала - Подзвони мені - Я не сумую по тобі (skit) - Стабільно паршиво - Заведу кота |

### Пісні
Як Марія Кондратенко
- 2014: «Подари мне» (рос.)

Як Magic
- 2015: «Headspace» (англ.)
- 2015: «Need You the Most» (англ.)
- 2016: «Скорая помощь» (рос.)
- 2016: «Плохое поведение» (рос.)
- 2016: «Ambulance» (фр.)
- 2017: «Служба спасения» (рос.)
- 2018: «Несовершенна» (рос.)

Як Marichka
- 2018: «Рок Кумиры» (рос.) (з Fesch6)
- 2019: «Мало» (рос.)

Як Маша Краш
- 2020: «Полетаем» (рос.)[2]
- 2021: «Малая» (рос.)

Як Маша Кондратенко
| Рік                                        | Назва                                      | Найвища позиція в чарті | Альбом                |
| Рік                                        | Назва                                      | UKR TOP 40              | Альбом                |
| ------------------------------------------ | ------------------------------------------ | ----------------------- | --------------------- |
| 2022                                       | «Давай попробуем» (рос.)                   | —                       | Сингл без альбому     |
| 2022                                       | «Чекаю на тебе» (укр.)                     | —                       | Сингл без альбому     |
| 2022                                       | «Ванька-встанька» (укр.)                   | 21                      | Сингл без альбому     |
| 2022                                       | «Любов сильніша» (з Enleo) (укр.)          | —                       | Сингл без альбому     |
| 2022                                       | «Ведмеді-балалайки» (з Mashukovsky) (укр.) | —                       | Сингл без альбому     |
| 2023                                       | «Не ходи» (укр.)                           | —                       | Сингл без альбому     |
| 2023                                       | «Стабільно паршиво» (укр.)                 | —                       | Знайшла свій щоденник |
| 2023                                       | «Люлі-люлі» (укр.)                         | —                       | Сингл без альбому     |
| 2023                                       | «На горі» (укр.)                           | —                       | Сингл без альбому     |
| 2023                                       | «Вогник-вогник» (укр.)                     | —                       | Сингл без альбому     |
| 2024                                       | «Хто це така» (укр.)                       | —                       | Сингл без альбому     |
| 2024                                       | «Un deux trois» (укр.) (фр.)               | —                       | Сингл без альбому     |
| 2024                                       | «Білі ночі» (з Osty) (укр.)                | —                       | Сингл без альбому     |
| 2024                                       | «Їде дах» (з Klavdia Petrivna) (укр.)      | 8                       | Їде дах               |
| 2024                                       | «Дим» (укр.)                               | —                       | Сингл без альбому     |
| 2024                                       | «Дівчинка» (з Іриною Білик) (укр.)         | 13                      | Сингл без альбому     |
| 2025                                       | «No Time to Cry» (англ.) (укр.)            | —                       | Сингл без альбому     |
| «—» означає, що сингл не увійшов до чарту. |                                            |                         |                       |

## Фільмографія

### Телебачення
| Рік         | Назва          | Роль | Примітка        | Дж.                     |
| ----------- | -------------- | ---- | --------------- | ----------------------- |
| 2018 — 2019 | Школа          | Соня | Дебютна роль    |                         |
| 2019 — 2020 | Київська Зірка | Аня  | Вебсеріал       | [неавторитетне джерело] |
| 2020        | Лікар Віра     |      | Епізодична роль |                         |

## Сім'я
- Світлана Кондратенко — мама Марії
- Ігор Кондратенко — батько Марії